# 何文慶
何文慶（1801年—1863年），浙江諸暨趙家泉畈人，蓮蓬黨領袖，太平天國將領。

## 生平
以醫為生，出入江湖，擅治傷骨、瘡疾。有子何松泉。咸豐八年(1858年)左右，為抗租抗捐，以前畈村何氏族人為核心在何氏宗祠暗組蓮蓬黨，加入者數以千計。凡入會者均發蓮葉捧荷花牌一枚。咸豐十年(1860年)，諸暨知縣許瑤光得悉何文慶聚眾抗捐，親往前畈村，旋被蓮蓬黨制服軟禁五日之久，後透過與何文慶同宗的山陰縣主事何維俊才釋放。此後，蓮蓬黨勢力擴展至余姚、嵊縣、新昌及台州等地。
咸豐十一年(1861年)，太平軍李秀成襲浙東，省撫令各縣辦團練，何文慶即以此為名公開擴充隊伍加強實力。九月，太平軍逼近浦江、諸暨。省撫命何文慶防守諸暨縣城。而蓮蓬黨配合太平軍與清總兵文瑞戰於諸暨江東。侍王李世賢部將黃呈忠率太平軍進抵浦江，何文慶便率所部八千餘人加入太平軍，一同攻克諸暨，連克上虞、余姚、慈溪、鎮海各城。因此，何文慶授封為「天朝九門禦林真忠報國志天義」，鎮守鎮海。何松泉隨另一路太平軍攻克新昌、天臺、臨海諸地，駐守台州，被封為「信天義」。
同治元年(1862年)五月，浙江提督陳世章等率戰船在英法洋槍隊配合下，進攻鎮海，何文慶出戰不利，又部將投敵，因此撤離鎮海，寧波相繼失陷。九月，偕黃呈忠、范汝增等太平軍，在慈溪與清軍、洋人鏖戰，重創洋槍隊常勝軍，擊斃隊長弗雷德里克·湯森德·華爾。十月下旬，與黄春生的余姚十八局聯軍，全殲當地謝敬的黃頭勇部隊，並擊斃謝敬，直搗泗門。年底，太平天國天京危急，李世賢撤軍回援，何文慶退回紹興，與甯王周文佳並肩戰鬥，擊斃法國洋槍隊常捷軍隊長勒伯勒東、買忒勒，英國洋槍隊隊長定齡等。後因紹興失守，受父命襲取諸暨的何松泉，遭總兵秦如虎所敗而被殺。次年，何文慶悲憤去世。

## 身後
何文庆故居在1963年被列為浙江省文物保护单位。

## 軼聞
與清軍作戰時，曾掠奪婦女來使用陰門陣。